# Václav Kalenda
Václav Kalenda (28. března 1801 Jasenná – 10. února 1878 Kukleny) byl český učitel, spisovatel, novinář a národní buditel.

## Život
Narodil se 28. března 1801 v Jasenné u Josefova, kde jako syn rolníka ve 12 letech absolvoval zdejší obecnou školu. Poté 2,5 roku navštěvoval koclířovskou německou školu. Odtud byl dán k sudslavskému učiteli Františku Královi, aby se u něho učil hudbě a liternímu umění. V roce 1817 nastoupil do učitelského kursu v Hradci Králové, odkud se po půlročním angažmá a výborně složených zkouškách 14. července 1817 vrátil do Sudslavi, kde se stal na 9 měsíců učitelským pomocníkem. Poté působil v Kostelci nad Orlicí, kde vykonal zkoušku ze všech hudebních nástrojů, 5 týdnů ve Starém Plese (rozličné prameny udávají jak Nový, tak Starý Ples, stejně tak je to s délkou zdejšího učitelování – uvádí se různě od 5 týdnů do 1 roku; zde měl po úmrtí učitele sám do 1. prosince 1819 školu vést), 4 roky a 2 měsíce v Černilově (do 31. ledna 1824, zřídil zde chlapecký hudební sbor) a 9 let v Holohlavech (jako pomocník, do roku 1832). Zároveň složil zkoušku ze zpěvu, strunných i dechových nástrojů u ředitele kůru v Hradci Králové, a to s takovým úspěchem, že mohl dirigovat hudbu nejen ve filiálním, ale i farním kostele. Z Holohlav se dostal na školu na Chlumu, odkud po 1 roce provizoria odešel a roku 1833 nastoupil na školu ve Vlkově, kde strávil 4 roky. Následně se dostal do Hořiněvsi (nejprve jako pomocník a od 2. června 1839 pod dekretem), kde byl za prospěch ve zkoušce při biskupské vizitaci oceněn 7. listopadu 1841 titulem vzorný učitel jaroměřského okresu. 1. března 1843 nastoupil na školu v Kuklenách, kde se stal v roce 1871 řídícím učitelem. Tam působil do 31. července 1872, kdy po 55 letech učitelování odešel do výslužby, přičemž mu byl udělen titul ředitele. Záhy se odstěhoval do Prahy, kde zemřel 10. února 1878.

## Činnost
Je znám jako propagátor mnemotechniky a hláskovací metody ve východních Čechách. O těchto věcech často psal a přednášel na různých učitelských poradách. Pro školní potřebu napsal „Soustavu hláskovací na velké tabelli“ (1851), kterou vydal vlastním nákladem, „Čítanku“ a „Malou tabulku pro dítky“, jež zůstaly jen v rukopisné podobě. Vedle toho byl pilným přispěvatelem různých novin a časopisů, např. články: „Navedení u vyučování čtení hláskováním“ v „Příteli mládeže“ a „Užitek kamenů“ ve „Školníkovi“ (1861). V roce 1969 po převzetí školství vládou byl zvolen zástupcem učitelstva do okresní školní rady.
Vedle své pedagogické dráhy si našel čas i na spolkový a společenský život. V roce 1856 byl zvolen do obecního výboru, do něhož kandidoval i v následujících letech. 1. srpna 1864 byl zvolen ředitelem prozatímního výboru Pěvecké jednoty Vlastimil v Kuklenách. Díky rozmíškám ve spolku však jednotu 3. října 1867 opustil, aniž by na jednotu zanevřel.

## Ocenění
V roce 1868 byl za svoji pedagogickou činnost dekorován stříbrným záslužným křížem. V roce 1921 po něm byla nazvána jedna z ulic Kuklenách.